# Грех
У религијском концепту, грех је чин трансгресије против Божанског закона. Грех се такође може посматрати као свака мисао или радња која угрожава идеални однос између човека и Бога; или као било каква диверзија из перцепције идеалног реда за људски живот. „Грех” је дефинисан из грчке конвенције као „недостатни однос”.

## Етимологија
Реч је настала од стенгл. syn(n), од изворног *sunjō. Основа може бити повезана са 'лат. sons, sont-is'. У староенглеском постоје примери изворног општег смисла „увреде”, „погрешне радње” или „злочина”. Енглески библијски појмови преведени као „грех” из грчких и јеврејских библијских израза понекад потичу из речи на каснијим језицима означавајући чин или стање недостатка односа; изворни осећај Новог завета грчке ἁμαρτία (hamartia) — „грех”, јест неуспех, промашај, бити у заблуди, промашај циља, као у бацању копља; јеврејски „грех” потиче из стрељаштва и буквално се односи на недостатак „поготка” у центар мете, али и промашити циљ, тј. грешка.

## Бахаизам
У бахаизму, људи се сматрају природно добрим (савршеним), суштински духовним бићима. Људска бића су створена због неизмерне Божје љубави. Међутим, бахаичка учења упоређују људско срце са огледалом, које, ако се окрене од сунчевог светла (тј. Бога), није у стању да прими Божију љубав.

## Будизам
Постоји неколико различитих будистичких погледа на грех. Амерички зен аутор Брад Ворнер наводи да у будизму не постоји појам греха. Образовно удружење Буда Дарма такође изричито наводи: „Идеја о греху или оригиналном греху нема места у будизму.”
Етнолог Кристоф фон Фирер-Хајмендорф је објаснио,
У будистичком размишљању читав универзум, људи као и богови, подложни су владавини закона. Свака акција, добра или лоша, има неизбежан и аутоматски ефекат у дугом низу узрока, што је ефект који је независан од воље било којег божанства. Иако ово не оставља простор за концепт 'греха' у смислу чина пркоса ауторитету личном богу, будисти говоре о 'греху' у смислу прекршаја против универзалног моралног кодекса. (1974: 550)
Међутим, анантарика-кама у теравади је гнусан злочин, који путем процеса карме доноси непосредну катастрофу. У махајани ових пет злочина се назива панканантарја (Пали), и спомињу се у сутри коју проповеда Буда о потпуном истребљењу дарме. Пет злочина или грехова су:
- Повређивање Буде
- Убијање архата
- Стварање раскола у друштву санги
- Матрицид
- Патрицид

## Хришћанство

### Хамартиологија
Доктрина греха је централна за хришћанство, пошто је његова основна порука о покајању у Христу. Хришћанска хамартиологија описује грех као чин увреде против Бога презиром његове личности и хришћанског библијског закона и наношењем повреда другима. У хришћанским погледима то је зао људски чин, који нарушава разумну природу човека, као и природу Бога и његов вечни закон. Према класичној дефиницији светог Августина Хипонског, грех је „реч, дело или жеља у супротности са вечним Божјим законом.“ Дакле, грех захтева искупљење, метафору која алудира на помирење, у којој је Исусова смрт начин да се верни ослободе од ропства греха. У неким облицима хришћанства, то такође захтева репарацију (види покајање).
Међу неким научницима, грех се углавном схвата као законско кршење или кршење уговора необавезујућих филозофских оквира и перспектива хришћанске етике, и стога се спасење посматра у правним терминима. Други хришћански научници схватају грех као суштински однос — губитак љубави према хришћанском Богу и уздизање самољубља („пожуда“, у овом смислу), као што је касније изложио Августин у својој расправи са пелагијанцима. Као и са законском дефиницијом греха, ова дефиниција такође утиче на разумевање хришћанске благодати и спасења, који се стога посматрају у релационим терминима.

### Исконски грех
Ово стање је окарактерисано на много начина, у распону од нечег тако безначајног као што је склоност ка греху, које се назива „грешна природа“, до нечег тако драстичног као што је тотална изопаченост, учење да људи, осим Божије милости, нису у стању да бирају да чине добро.
На концепт првобитног греха први пут је алудирао у 2. веку Иринеј Лионски, у својој контроверзи са одређеним дуалистичким гностицима. Други црквени очеви, попут Августина, такође су обликовали и развили доктрину, сматрајући је заснованом на новозаветном учењу апостола Павла (Римљанима Romans 5  12–21 и 1. Коринћанима 1 Corinthians 15  21–22) и старозаветном стиху Псалмa Psalm 51:5. Тертулијан, Кипријан, Амвросије и Амброзијастар сматрали су да човечанство учествује у Адамовом греху, преношеном људским нараштајима, у његовим последицама. 
Августинова формулација првобитног греха после 412. године била је популарна међу протестантским реформаторима, као што су Мартин Лутер и Џон Калвин, који су изједначавали првобитни грех са пожудом (или „штетном жељом”), потврђујући да је опстао чак и након крштења и потпуно уништио слободу чињења добра. Пре 412. године, Августин је рекао да је слободна воља ослабљена, али не и уништена првобитним грехом. Али после 412. године, ово се променило у губитак слободне воље осим греха. Модерни августински калвинизам заступа ово касније гледиште. Јансенистички покрет, који је католичка црква прогласила јеретичким, такође је тврдио да је првобитни грех уништио слободу воље. Уместо тога, Католичка црква изјављује да крштење брише првобитни грех. Методистичка теологија учи да се првобитни грех искорењује кроз целокупно посвећење.
Православна Црква своје учење изражава у Посланици источних Патријараха: „Верујемо да је први човек, створен Богом, пао у рају онда када је прекршио заповест Божју послушавши савет змијин, и да се отуда прародитељски грех распростире на све потомство путем наслеђа, те тако нема никога од рођених по телу који би био слободан од тога бремена и не би осећао последице пада у овом животу. Бременом пак и последицама пада ми називамо не сами грех (као: безбожност, богохулство, убиство, мржњу и све остало што произлази од злог срца људског) него јаку неклоност ка греху… Пали кроз преступ човек уподобио се неразумним животињама, то јест помрачио се и лишио савршенства и бестрашћа, алисе није лишио оне природе и силе коју је добио од преблагог Бога. Јер, у противном случају, он би постао неразуман и, слетствено, не човек, али је он сачувао ону природу, са којом је био створен, и природну силу — слободном, живом и делатном. Те тако по природи може изабрати и чинити добро, избегавати зло и одвраћати се од њега. А да човек може по природи чинити добро, на то је и Господ указао када је говорио да незнабошци љубе оне који њих љубе, а апостол Павле веома јасно учи у посланици Римљанима (1, 19), и другде, где говори да језици закона не имуще, естествомъ законная творятъ (Рм. 2, 14). Отуда је очигледно да добро које човек учини не може бити грех, јер добро не може бити зло. Будући јестественим оно чини човека само телесним а не духовним… А у благодатно препорођених оно, појачавано благодаћу, постаје савршено и чини човека достојним спасења“. А у Православном исповедању вели се: „Пошто су у стању невиности сви људи били у Адаму, то чим је он сагрешио, сагрешили су с њим сви, и ушли у стање греховно, бивши подвргнути не само греху него и казни за грех… Стога се са овим грехом и ми зачињемо у утроби мајке и рађамо, као што каже Псалмопевац: се бо въ беззаконiихъ зачатъ есмь и во гресехъ роди мя мати моя (Пс. 50, 7)… Отуда се у свакоме због греха јављају разум и воља повређени. 